# 权利法案社会主义
权利法案社会主义（英語：Bill of Rights socialism）是一种主张依据美国权利法案建立社会主义社会，或者通过制定新的“权利法案”以实现社会主义的理念。“权利法案社会主义”的概念最早由美国社会主义工人党于1976年提出。美国共产党则倡导扩展美国宪法，增补有关加入工会的权利、获得公平报酬的权利的条文。美国民主社会主义者也提倡权利法案社会主义。